# زغال‌سنگ سیاه، یخ نازک
زغال‌سنگ سیاه، یخ نازک (انگلیسی: Black Coal, Thin Ice و چینی: 白日焰火; پین‌یین: Bai Ri Yan Huo; به معنای «Daylight Fireworks») فیلمی در ژانر نئو نوآر به کارگردانی دیائو یینان است که در سال ۲۰۱۴ منتشر شد. از بازیگران آن می‌توان به لیائو فان اشاره کرد. این فیلم برنده خرس طلایی از شصت و چهارمین جشنواره بین‌المللی فیلم برلین شده‌است.
فیلم از؛ مقولهٔ نقد مناسبات نوسرمایه‌داری، گسترش بی‌سابقه خلاف و جنایت به خاطر پول و منافع مادی، که جریان اصلی فیلم‌های انتقادی چین امروز است؛ پیروی می‌کند.

## خلاصه داستان
فیلم با بازگشت به سال ۱۹۹۹ سرگذشت قاتلی حرفه‌ای را روایت می‌کند که در شهر سرمازده‌ای در شمال چین به یک رشته قتل‌های فجیع دست می‌زند. پلیسی جوان به نام ژانگ که در تحقیقات جنایی نقش دارد، به خاطر خلافکاری از کار خود معلق می‌شود و به عنوان نگهبان کارخانه‌ای مشغول کار می‌شود.
پس از گذشت ۵ سال بار دیگر قتل‌هایی مشابه در شهر از سر گرفته می‌شود. ژانگ که به ابتکار خود می‌کوشد سرنخ‌هایی از ماجرا به دست آورد، به دنیای بیرحم و خشن گانگسترهایی راه پیدا می‌کند که برای به دست آوردن پول به هیچ قانون و مقرراتی پای بند نیستند.
از سوی دیگر ژانگ با زنی جوان آشنا می‌شود و به او دل می‌بندد. دختر که در یک خشک‌شویی کار می‌کند، ظاهری معصوم و دلفریب دارد، اما به زودی معلوم می‌شود که با قتل‌ها در ارتباط است.